# Fidchell
Fidchell (o fidhcheall, fidceall, fithchill) in irlandese o gwyddbwyll in gallese era un antico gioco da tavolo celtico. Il nome in irlandese e in gallese è un composto col significato di "senso di legno". La comunanza di significato indica che il nome è estremamente antico. Il gioco è comparato agli scacchi, anche se in Europa gli scacchi comparvero nel XII secolo. Due giocatori muovevano "uomini" su una scacchiera con lo stesso nome del gioco.

## Storia
Il fidchell è citato abbastanza spesso nelle antiche leggende celtiche e la tradizione, ma i dettagli di gioco ci sfuggono: non ci sono descrizioni delle regole, delle pedine e della scacchiera. Probabilmente le pedine erano disposte a difesa del re, posto al centro.
Nelle leggende irlandesi il fidchell è giocato da re e dèi. La sua invenzione era attribuita al dio Lugh e un abilissimo giocatore era suo figlio Cúchulainn. Varie partite di fidchell formano un importante episodio del Tochmarc Étaíne.
Nella letteratura gallese appiono spesso tavole di gwyddbwyll prodighe, a volte mistiche. Ne Il Sogno di Rhonabwy, un racconto associato al Mabinogion, re Artù e Owain mab Urien giocano a gwyddbwyll con pedine d'oro su una scacchiera d'argento. Ne Il sogno di Macsen Wledig Eudaf sta intagliando le pedine per la sua scacchiera d'oro, quando viene visitato dall'imperatore Magno Massimo. La scacchiera di Gwenddoleu ap Ceidio appare tra i Tredici Tesori dell'Isola di Britannia in cataloghi risalenti al XV-XVI secolo: la scacchiera era d'oro, le pedine erano d'argento e giocavano tra di loro muovendosi da sole. Una scacchiera magica simile appare in Peredur ab Efrawg. Una serie di versioni francesi delle storie sul Graal citano scacchiere simili con pedine semoventi (la Seconda Continuazione del Perceval di Chrétien de Troyes) o con solo una parte che si muovono da sole, mentre le altre vengono mosse dall'eroe (la Storia del Graal).

## Gioco
L'esatta modalità di gioco non è chiara. Due sono le principali teorie sulle regole e la disposizione delle pedine. La prima teoria, la più diffusa, afferma che il fidchell è una variante irlandese del gallese tawlbwrdd, derivato dallo scandinavo tafl. Questi giochi, assieme all'irlandese brandub, si svolgono su griglie, spesso 7x7. All'inizio della partita il re viene posto al centro e circondato da alcune pedine che lo difendono, a loro volta circondate dal doppio di pedine nemiche. L'obiettivo è creare un passaggio sicuro per il re e condurlo al bordo della scacchiera, mentre l'avversario tenta di catturarlo. In una variante scozzese il re deve superare gli attaccanti e giungere ad uno degli angoli per vincere.
Questa teoria è suffragata da un artefatto rinvenuto a Balinderry in Irlanda, costituito da una scacchiera in legno con una griglia 7x7 con buchi simili a quelli del cribbage con simboli celtici. Quasi certamente si tratta di una variante del tafl e forse una scacchiera per brandub.
Ci sono però alcune perplessità su questa teoria. Le varianti del tafl di solito sono giocate con un numero diseguale di pedine con gli attaccanti il doppio dei difensori. Il fidchell quasi sicuramente si giocava con lo stesso numero di pedine da ambo le parti. Le partite di tafl, specialmente il tawl-bwrdd, erano spesso giocate con un dado fatto con una falange di pecora. Questa modalità sembra assente dal fidchell. In Galles c'è una netta distinzione tra tawlbwrdd e gwyddbwyll e probabilmente lo stesso valeva anche in Irlanda per fidchell e brandub.

## Impatto storico
Nelle leggende il fidchell ha un aspetto mistico o divinatorio: le battaglie si evolvono parallelamente all'evoluzione delle partite di fidchell, le pedine giocano da sole, grandi eventi sono decisi sulla base del risultato di una partita di fidchell ecc. Questo aspetto soprannaturale non si rispecchia nel tafl.
Prove archeologiche e letterarie mostrano che una variante di tafl era giocato in Irlanda nell'antichità. Quello che non è certo è se questo gioco è identificabile col fidchell.